# Sabeco
Sabeco és una cadena espanyola de supermercats. La seva seu es troba a Villanueva de Gállego (Saragossa). Sent filial del Grup Auchan, opera sota diferents noms depenent del tipus d'establiment. Així, podem trobar supermercats Sabeco sota les següents marques:
- Simply City: Petits establiments de proximitat.
- Simply Market: Varien en grandària i ubicació. Des de grans supermercats similars a City, fins a petits hipermercats en Centre Comercial | Centres Comercials.
- Simply Store: Botigues de conveniència, només en Saragossa.
- Lauko: Associats, només alguns establiments de Navarra i País Basc.
- Aro Rojo,El Supermercat: Associats.
- HiperSimply: Grans hipermercats.

A Saragossa, a més, Sabeco proporciona un servei de compra telefònica, de nom Expresso (no està disponible en tots els supermercats).

## Història

### Primers anys
Sabeco inicia el seu camí el 16 abril de 1960 al carrer Delícies de Saragossa, amb un supermercat anomenat SuperMax. Pocs anys després, canviaria el seu nom pel Super Sabeco. Des de llavors, ha continuat obrint supermercats i hipermercats per Aragó, i actualment està present a més en País Basc, Castella-la Manxa, Castella i Lleó,  la Rioja, Navarra, Madrid, Catalunya i el País Valencià. A mitjans dels 90 va passar a ser part del grup Auchan, ja present en Espanya a través d'Alcampo.

### Concepte Simply
A 2006, Auchan decideix aplicar a Espanya el model de supermercat present ja en França i Itàlia, Simply Market. El primer supermercat Sabeco transformat en Simply va ser el de Bravo Murillo, a Madrid. No va ser fins al juny de 2010 quan va finalitzar la transformació de tots els centres Sabeco a alguna de les ensenyes "Simply". En l'actualitat, Sabeco compta amb 124 supermercats i hipermercats, a més de 13 benzineres i 123 supermercats associats en format de franquícia.